# Єлень (Поморське воєводство)
Єлень (пол. Jeleń, нім. Jellen) — село в Польщі, у гміні Ґнев Тчевського повіту Поморського воєводства.
Населення — 611 осіб (2011).
У 1975-1998 роках село належало до Гданського воєводства.

## Демографія
Демографічна структура станом на 31 березня 2011 року:
|          | Загалом | Допрацездатний вік | Працездатний вік | Постпрацездатний вік |
| -------- | ------- | ------------------ | ---------------- | -------------------- |
| Чоловіки | 312     | 90                 | 199              | 23                   |
| Жінки    | 299     | 82                 | 176              | 41                   |
| Разом    | 611     | 172                | 375              | 64                   |